# Kodeks 0288
Kodeks 0288 (Gregory-Aland no. 0288) – grecki kodeks uncjalny Nowego Testamentu na pergaminie, datowany metodą paleograficzną na IX wiek. Rękopis jest przechowywany na Synaju. Tekst rękopisu nie jest wykorzystywany we współczesnych wydaniach greckiego Nowego Testamentu. Jest palimpsestem i zawiera także pisany minuskułą tekst Starego Testamentu w przekładzie Septuaginty. 

## Opis
Zachowały się fragmenty 2 pergaminowych kart rękopisu z greckim tekstem Ewangelii Łukasza (5,12-33-34.36-37; 5,39-6,1.3-4). Według rekonstrukcji oryginalne karty miały rozmiar 27 na 20,5 cm. Tekst jest pisany dwoma kolumnami na stronę, 27 linijek tekstu na stronę. Jest palimpsestem, tekst dolny zawiera pisany uncjała tekst Nowego Testamentu, tekst górny jest minuskułowym tekstem Starego Testamentu . 

## Historia
INTF datuje rękopis 0288 na IX wiek . 
Rękopis został znaleziony w maju 1975 roku podczas prac restauracyjnych w klasztorze wraz z wieloma innymi rękopisami . Na listę greckich rękopisów Nowego Testamentu wciągnął go Kurt Aland, oznaczając go przy pomocy siglum 0288. Został uwzględniony w II wydaniu Kurzgefasste. 
Rękopis nie jest wykorzystywany we współczesnych wydaniach greckiego Nowego Testamentu (NA27, NA28, UBS4). 
Rękopis jest przechowywany w Klasztorze Świętej Katarzyny (N.E. ΜΓ 98) na Synaju .